# Roland Gunesch

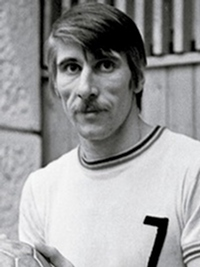
Roland Gunesch

Roland Gunesch (* 25. März 1944 in Daia) ist ein ehemaliger rumänischer Handballspieler aus der deutschsprachigen Minderheit der Siebenbürger Sachsen.

## Leben
Sein Talent für Handball wurde von Hans Zultner, seinem Sportlehrer am Gymnasium in Sighișoara, entdeckt. Nachdem Roland Gunesch 1964 seinen Abschluss geschafft hatte, spielte er 19 Jahre lang für Politehnica Timișoara.
Ab 1970 spielte Gunesch in der rumänischen Handballnationalmannschaft, die 1970 und 1974 bei den Weltmeisterschaften jeweils die Goldmedaille gewann. Bei den Olympischen Spielen 1972 gewann Roland Gunesch mit dem rumänischen Team die Bronzemedaille. In sechs Begegnungen warf Roland Gunesch dabei neun Tore. 1976 gewann er die Silbermedaille als ein Teil des rumänischen Teams. Er wurde dabei in drei Begegnungen eingesetzt. Insgesamt bestritt Gunesch 174 Länderspiele, in denen er 254 Tore erzielte.
1983 beendete Gunesch seine aktive Laufbahn, blieb aber noch acht Jahre bis 1991 als Vize-Trainer bei Politehnica Timișoara. Seit 1991 lebt er in Nürnberg.